# Jonas Wenström

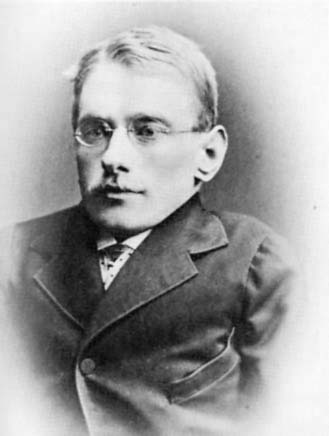
Jonas Wenström

Jonas Wenström (* 4. Oktober 1855 in Hällefors; † 21. Dezember 1893 in Västerås) war ein schwedischer Starkstrom-Ingenieur und einer der Pioniere der schwedischen Elektrotechnik. Er erhielt um 1890 ein Patent seines Landes auf den Dreiphasenwechselstrom.
Sein Vater, Wilhelm Wenström (1822–1901) war Techniker und für eine erfolgreiche Ingenieurfirma verantwortlich. Jonas Wenström studierte an den Universitäten zu Uppsala und Oslo. Nach umfangreichen humanistischen und wissenschaftlichen Studien und nach vielen Reisen in Europa und den USA arbeitete er unter anderem an Dynamos und elektrischen Eisenerzseparatoren.
Sein Bruder Göran (Georg) Wenström (4. Juni 1857 – 25. Februar 1927) hatte 1889 die Firma Wenströms & Granströms Elektriska Kraftbolag gegründet. 1890 fusionierte sie mit Ludwig Fredholms Elektriska Aktiebolaget zu Allmänna Svenska Elektriska Aktiebolaget (ASEA) in Västerås.
Wenström gilt als einer von mehreren unabhängigen Erfindern des Drehstrommotors, welchen er 1890 vorstellte. So habe er das Dreiphasensystem, das Generator, Transformator und Motor beinhaltete, mit seinem Kollegen Ernst Danielson entwickelt. 
Ob Wenström die vor seinen Arbeiten erschienenen Veröffentlichungen der anderen Pioniere wie Michail Ossipowitsch Doliwo-Dobrowolski, Charles Schenk Bradley oder Friedrich August Haselwander kannte, ist unbekannt. Im Rückblick gesichert ist, dass Wenström seine Arbeiten ca. ein bis zwei Jahre danach publizierte und vorstellte.
Unter den ersten Aufträgen war 1893 die Drehstromübertragung zwischen dem Wasserkraftwerk Hellsjön und dem Grubenort Grängesberg in Bergslagen/Dalarna, eine Strecke von 12 km. Die Spannung auf der Freileitung betrug 9,5 kV und das System war auf die Übertragung einer maximalen Leistung von 75 kW ausgelegt.